# .hack//Link (jeu vidéo)
Pour le manga, voir .hack//Link.
.hack//Link est un jeu vidéo de rôle, développé par CyberConnect2 et édité par Namco Bandai Games, appartenant à la série .hack. Le jeu est sorti le 4 mars 2010 au Japon.